# Abélia (növénynemzetség)
Az abélia (Abelia) a loncfélék családjába tartozó 30 fajt számláló növénynemzetség. A fajok Közép- és Kelet-Ázsiából (néhány Közép-Amerikából) származó, többnyire lombhullató cserjék, de van örökzöld és télizöld is köztük.

## Leírás
Középmagas vagy alacsony cserjék. A levelek átellenes, ritkán 3-4-es örvökben állnak. A levélszél ép vagy fogazott. A virágok hímnősek, hónaljakban vagy rövidhajtások csúcsán bugákban, bogernyőkben vagy csomókban nyílnak. A virág 2-5 csészelevélből és forrt szirmú, 5 szabályos karéjú pártából áll. A párta fehér, rózsaszínes fehér. A 2 nagyobb és 2 kisebb porzó a pártához nőtt. Termése bőrszerű csontár, melyen a megnagyobbodott csészelevelek is rajtamaradnak.

## Fajok

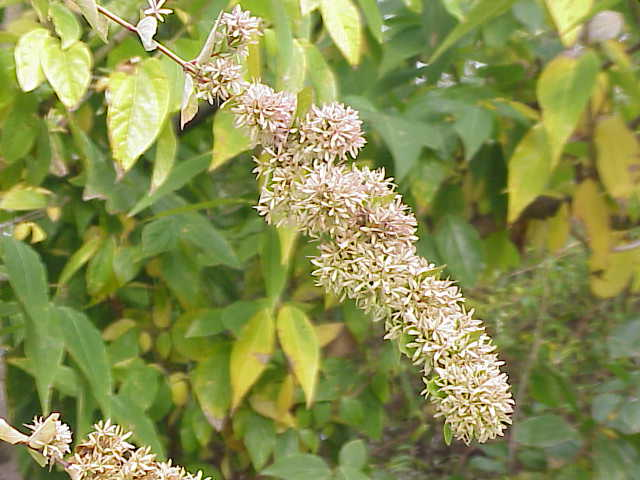
Kínai abélia az elnyílott virágok után maradó csészelevelekkel

- Abelia angustifolia Bureau & Franch.
- Abelia anhwensis Nakai
- Abelia aschersoniana (Graebn.) Rehder
- Abelia biflora Turcz.
- Abelia brachystemon (Diels) Rehder
- Abelia buddleioides W. W. Sm.
- Abelia cavaleriei H. Lév.
- Abelia chinensis R. Br. - kínai abélia
- Abelia chowii G. Hoo
- Abelia corymbosa Regel & Schmalh.
- Abelia dielsii (Graebn.) Rehder
- Abelia engleriana (Graebn.) Rehder
- Abelia forrestii (Diels) W. W. Sm.
- Abelia gracilenta W. W. Sm.
  - Abelia gracilenta var. microphylla W. W. Sm.
- Abelia grandifolia Villarreal
- Abelia hersii Nakai
- Abelia integrifolia Koidz.
- Abelia ionandra Hayata
- Abelia lipoensis M. T. An & G. Q. Gou
- Abelia macrotera (Graebner & Buchwald) Rehder
- Abelia mexicana Villarreal
- Abelia mosanensis T. H. Chung ex Nakai - moszani abélia
- Abelia occidentalis Villarreal
- Abelia onkocarpa (Graebn.) Rehder
- Abelia parvifolia Hemsl.
- Abelia triflora R. Br. ex Wall.
- Abelia tyaihyoni Nakai
- Abelia umbellata (Graebn.) Rehder
- Abelia uniflora R.Br. ex Wall.

- Abelia x grandiflora (Rovelli ex André) Rehd.  - nagyvirágú abélia. Az A. chinensis és az A. uniflora hibridje. Észak-Olaszországban keletkezett. Több fajtája mutatós díszcserje. 'Prostrata' fajtája kiváló talajtakaró. Az erősen meszes talajt nem bírják.